# Макаровские
Макаровские — опустевшая деревня в Шарангском районе Нижегородской области России. Входит в состав Щенниковского сельсовета .

## География
Расположена на расстоянии примерно 16 км на север-северо-восток от районного центра посёлка Шаранга.

## История
Деревня была основана в 1850 году (как починок Макаров) шестью семьями, переселившимися из-под Яранска (починка Немов). В 1873 году здесь было шесть дворов, 79 жителей, в 1905 году (Макаровский) 32 двора и 243 жителя, в 1926 году (уже Макаровские) 48 дворов и 283 жителя, в 1950 году 49 дворов и 150 жителей. Последняя жительница уехала из деревни в 2004 году.

## Население
Постоянное население составляло 2 человека (русских — 100 %) в 2002 году, 0 в 2010 году.